# Copa Asiática femenina de la AFC de 2026
La XXI Copa Asiática Femenina de la AFC de 2026 es la 21.ª edición de la Copa Asiática Femenina de la AFC, el torneo internacional de fútbol cuatrienal en Asia en el que compiten los equipos nacionales femeninos de la Confederación Asiática de Fútbol (AFC).
Australia fue ratificada oficialmente como nación anfitriona por el Comité de Fútbol Femenino de la AFC el 15 de mayo de 2024.
El torneo final servirá como la etapa final de la clasificación asiática para la Copa Mundial Femenina de Fútbol de 2027 en Brasil. Esta será la última vez que las clasificaciones estarán vinculadas, ya que se llevará a cabo una clasificación independiente para la Copa Mundial Femenina de Fútbol de 2031 en adelante. Por primera vez, el torneo final también servirá como la penúltima etapa de la clasificación asiática para el Torneo Olímpico de Fútbol Femenino de 2028 en Los Ángeles, y los ocho cuartofinalistas se clasificarán para el Torneo de Clasificación Olímpica Femenina de la AFC 2028. 
China es el actual campeón.

## Clasificación
El país anfitrión, Australia, se clasificó automáticamente, junto con los tres mejores equipos de la Copa Asiática Femenina de la AFC 2022.

## Equipos participantes
En cursiva, el equipo debutante.
| Selecciones participantes | Selecciones participantes | Selecciones participantes | Selecciones participantes |
| ------------------------- | ------------------------- | ------------------------- | ------------------------- |
| Australia                 | China Taipéi              | Filipinas                 | Japón                     |
| Bangladés                 | Corea del Norte           | India                     | Uzbekistán                |
| China                     | Corea del Sur             | Irán                      | Vietnam                   |

### Sorteo
El sorteo se realizará el día 29 de julio de 2025 en la sede del Ayuntamiento de la ciudad de Sídney.
Se colocaron 4 bombos con 3 equipos cada uno, ordenados de acuerdo a la  Clasificación Mundial Femenina de la FIFA publicada el 12 de junio de 2025. Australia, anfitrión del torneo, se asignó automáticamente a la poición A1. Los 12 equipos participantes se dividirán en 3 grupos de 4 equipos cada uno.
| Bombo 1                                     | Bombo 2                     | Bombo 3                           | Bombo 4              |
| ------------------------------------------- | --------------------------- | --------------------------------- | -------------------- |
| Australia (Anfitrión) Japón Corea del Norte | China Corea del Sur Vietnam | Filipinas China Taipéi Uzbekistán | Irán India Bangladés |

## Sedes
Los partidos se celebrarán en sedes de Nueva Gales del Sur , Queensland y Australia Occidental.
Las cinco sedes seleccionadas fueron recomendadas oficialmente para su ratificación formal por la AFC el 12 de noviembre de 2024.
El 27 de febrero de 2025, un año antes del inicio del torneo, Football Australia confirmó que el partido inaugural se llevaría a cabo en el Estadio de Perth y la final en el Estadio Australia.
| Perth                     | Perth                  | Gold Coast              |
| ------------------------- | ---------------------- | ----------------------- |
| Perth Rectangular Stadium | Perth Stadium          | Gold Coast Stadium      |
| Capacidad: 19 500         | Capacidad: 60 000      | Capacidad: 28 000       |
|                           |                        |                         |
| Sídney                    | Sídney                 | Gold Coast Perth Sídney |
| Stadium Australia         | Western Sydney Stadium | Gold Coast Perth Sídney |
| Capacidad: 79 500         | Capacidad: 30 000      | Gold Coast Perth Sídney |
|                           |                        | Gold Coast Perth Sídney |

## Fase de grupos
– Clasificado directamente a Cuartos de Final

     – Clasificado a Cuartos de Final como uno de los mejores terceros.

- Todos los horarios corresponden a la hora local de Perth (UTC+8), Gold Coast (UTC+10) y Sídney (UTC+11).

### Grupo A
| Equipo        | Pts | PJ | PG | PE | PP | GF | GC | Dif |
| ------------- | --- | -- | -- | -- | -- | -- | -- | --- |
| Australia     | 0   | 0  | 0  | 0  | 0  | 0  | 0  | 0   |
| Corea del Sur | 0   | 0  | 0  | 0  | 0  | 0  | 0  | 0   |
| Irán          | 0   | 0  | 0  | 0  | 0  | 0  | 0  | 0   |
| Filipinas     | 0   | 0  | 0  | 0  | 0  | 0  | 0  | 0   |

| 1 de marzo de 2026 | Australia | vs. | Filipinas | Perth Stadium, Perth |  |
| 17:00              |           |     |           |                      |  |

| 2 de marzo de 2026 | Corea del Sur | vs. | Irán | Gold Coast Stadium, Gold Coast |  |
| 19:00              |               |     |      |                                |  |

| 5 de marzo de 2026 | Filipinas | vs. | Corea del Sur | Gold Coast Stadium, Gold Coast |  |
| 13:00              |           |     |               |                                |  |

| 5 de marzo de 2026 | Irán | vs. | Australia | Gold Coast Stadium, Gold Coast |  |
| 19:00              |      |     |           |                                |  |

| 8 de marzo de 2026 | Irán | vs. | Filipinas | Gold Coast Stadium, Gold Coast |  |
| 19:00              |      |     |           |                                |  |

| 8 de marzo de 2026 | Australia | vs. | Corea del Sur | Stadium Australia, Sídney |  |
| 20:00              |           |     |               |                           |  |

### Grupo B
| Equipo          | Pts | PJ | PG | PE | PP | GF | GC | Dif |
| --------------- | --- | -- | -- | -- | -- | -- | -- | --- |
| Corea del Norte | 0   | 0  | 0  | 0  | 0  | 0  | 0  | 0   |
| China           | 0   | 0  | 0  | 0  | 0  | 0  | 0  | 0   |
| Bangladés       | 0   | 0  | 0  | 0  | 0  | 0  | 0  | 0   |
| Uzbekistán      | 0   | 0  | 0  | 0  | 0  | 0  | 0  | 0   |

### Grupo C
| Equipo       | Pts | PJ | PG | PE | PP | GF | GC | Dif |
| ------------ | --- | -- | -- | -- | -- | -- | -- | --- |
| Japón        | 0   | 0  | 0  | 0  | 0  | 0  | 0  | 0   |
| Vietnam      | 0   | 0  | 0  | 0  | 0  | 0  | 0  | 0   |
| India        | 0   | 0  | 0  | 0  | 0  | 0  | 0  | 0   |
| China Taipéi | 0   | 0  | 0  | 0  | 0  | 0  | 0  | 0   |

### Mejores terceros
| Equipo | Gr. | Pts. | PJ | PG | PE | PP | GF | GC | Dif |
| ------ | --- | ---- | -- | -- | -- | -- | -- | -- | --- |
| A3     | A   | 0    | 0  | 0  | 0  | 0  | 0  | 0  | 0   |
| B3     | B   | 0    | 0  | 0  | 0  | 0  | 0  | 0  | 0   |
| C3     | C   | 0    | 0  | 0  | 0  | 0  | 0  | 0  | 0   |

## Fase eliminatoria

### Cuadro de desarrollo
|  | Cuartos de final | Cuartos de final |  |  | Semifinales | Semifinales |  |  | Final | Final |
|  |                  |                  |  |  |             |             |  |  |       |       |
|  |                  |                  |  |  |             |             |  |  |       |       |
|  |                  |                  |  |  |             |             |  |  |       |       |
|  |                  |                  |  |  |             |             |  |  |       |       |
|  |                  |                  |  |  |             |             |  |  |       |       |
|  |                  |                  |  |  |             |             |  |  |       |       |
|  |                  |                  |  |  |             |             |  |  |       |       |
|  |                  |                  |  |  |             |             |  |  |       |       |
|  |                  |                  |  |  |             |             |  |  |       |       |
|  |                  |                  |  |  |             |             |  |  |       |       |
|  |                  |                  |  |  |             |             |  |  |       |       |
|  |                  |                  |  |  |             |             |  |  |       |       |
|  |                  |                  |  |  |             |             |  |  |       |       |
|  |                  |                  |  |  |             |             |  |  |       |       |
|  |                  |                  |  |  |             |             |  |  |       |       |
|  |                  |                  |  |  |             |             |  |  |       |       |
|  |                  |                  |  |  |             |             |  |  |       |       |
|  |                  |                  |  |  |             |             |  |  |       |       |
|  |                  |                  |  |  |             |             |  |  |       |       |
|  |                  |                  |  |  |             |             |  |  |       |       |
|  |                  |                  |  |  |             |             |  |  |       |       |
|  |                  |                  |  |  |             |             |  |  |       |       |
|  |                  |                  |  |  |             |             |  |  |       |       |
|  |                  |                  |  |  |             |             |  |  |       |       |
|  |                  |                  |  |  |             |             |  |  |       |       |

## Repesca
Los equipos que no lograron avanzar de Cuartos de final disputarán un play-in a partido único, los 2 ganadores obtendrán un boleto a la Copa Mundial Femenina de 2027.
Los equipos derrotados en ambos partidos avanzarán a la Repesca intercontinental para la Copa Mundial Femenina de 2027.
| Equipo 1   | Resultado | Equipo 2    |
| ---------- | --------- | ----------- |
| Por defnir |           | Por definir |
| Por defnir |           | Por definir |

| 19 de marzo de 2026 | Bandera de ? | vs. | Bandera de ? |  |  |

| noviembre de 2026 | Bandera de ? | vs. | Bandera de ? |  |  |